# جوني ووكر
جوني ووكر (بالإنجليزية: Johnny Walker)‏ (7 ديسمبر 1928 غلاسكو المملكة المتحدة - ) هو لاعب كرة قدم بريطاني.